# Замок Балліклог

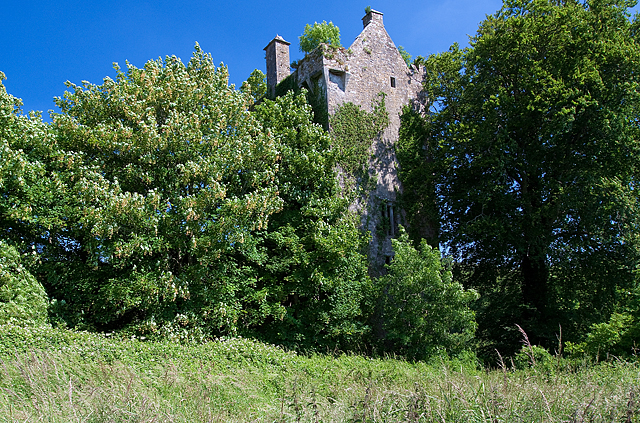
Руїни замку Балліклог.

Замок Балліклог (англ. Ballyclogh Castle, Ballyclough Castle, ірл. Caisleán na Baile Cloch) — замок Балє Клох — замок Міста Каменів, замок Кам'яного Міста — один із замків Ірландії, розташований в графстві Корк біля одноіменного селища Балліклог. Назва походить від кам'яних кар'єрів, яких було багато в цьому районі.

## Історія замку Балліклог
Замок Балліклог був побудований аристократичною родиною Баррі або Мак Роберт Баррі в XVI столітті. На початку XVII століття родина залізла в борги і змушена була в 1641 році віддати замок родині Пардон за борги. Але в цьому році спалахнуло повстання за незалежність Ірландії і почалася війна. Замок був ареною боїв. Потім в часи так званих вільямітських (якобітських) війн він знов став ареною боїв. У 1691 році його обложили вільяміти-протестанти, а оборону тримали якобіти-католики. Замок впав. Довгий час він був занедбаний і руйнувався. Але в ХІХ столітті його реконструювали і ремонтували. Але потім знову закинули і нині він стоїть в руїнах.
Біля замку Балліклог народився генерал-майор Генрі Грін Баррі — батько відомого юриста сера Редмонда Баррі (1813—1880), що став королівським адвокатом, провідним суддею в колонії Вікторія, брав участь у суді над Недом Келлі в Мельбруні. Баррі Єлвертон — І віконт Авонмор, хоч і народився в Кантерк, але походить по лінії матері з землі біля замку Балліклог.
Преподобний пастор Семюель Хейман (1818—1886) писав, що в документах замок Балліклог вперше згадується в 1291 році і називався він тоді Лабане, що в перекладі з ірландської означало «справедливий». Нинішня споруда замку Балліклог була побудована на місці давнього укріплення в 1591 році.
У ХІХ столітті антиквар, преподобний Дж. Ф. Лінч писав, що замок Балліклог називався колись Лахбан (ірл. Lathbán) і так згадувався в документах 1302 року. У 1306 році його писали як Лахбан (ірл. — Lachbán) або Лаван чи Левіс чи Лайбаун.